# Au cœur de Téléphone
Albums de Téléphone
Téléphone illimité
(2006) Les Insus Live
(2017)
Au cœur de Téléphone est une campagne de réédition du catalogue de Téléphone supervisé par l'ancienne bassiste du groupe Corine Marienneau en 2015. Ce projet est composé d'une nouvelle intégrale et d'une nouvelle compilation.
L'intégrale parue en 2015 en édition remastérisée par Corinne Marienneau et Alex Gopher contient les cinq albums studios et les deux albums live Téléphone le live de 1986 et Paris '81 sorti en 2000. Il contient trois disques « inédits ». Tous ces disques sont disponibles séparément. 
En plus de cette intégrale, le label publie un triple best of au même moment.

## Intégrale

### Disques 1 à 7
Les disques 1 à 7 reprennent sur chaque disque l'intégralité des albums de Téléphone. Voici la liste des disques : 
1. Téléphone (1977)
2. Crache ton venin (1979)
3. Au cœur de la nuit (1980)
4. Dure limite (1982)
5. Un autre monde (1984)
6. Le live (1986, double vinyle)
7. Paris '81 (2000, double vinyle)

### Disque 8:Les sessions
Ce disque contient des extraits de sessions de travail tous inédits, montrant les versions d'ébauches plus ou moins avancées.
La dernière chanson, Crache ton venin, provient du concert de Louis Bertignac au Bataclan auquel participe la bassiste Corine où ils sont rejoints par Jean-Louis Aubert et Richard Kolinka pour une reformation improvisée.
1. Hygiaphone (Démo 17 mai 1977)
2. Ma guitare (est une Femme) (Démo 17 mai 1977)
3. New York avec toi (Session de travail 12 février 1982)
4. Serrez (Session de travail 17 février 1982)
5. Métro (c'est trop) (Démo 17 mai 1977)
6. Dure limite (Session de travail 18 février 1982)
7. Cendrillon (Acoustique - Session de travail 12 mars 1982)
8. Argent trop cher (maquette juillet 1980)
9. Changer les lois (Instrumental - Session de travail Janvier 1979)
10. Shangaï (Instrumental - Session de travail 1983)
11. Ordinaire (Session de travail 1980)
12. Need in Mi (Instrumental - Session de travail 1980)
13. Ça (Démo 1982)
14. La même chose (répétition 1983)
15. Waterfall (Instrumental - Répétition juillet 1980)
16. Crache ton venin (prise console inédite Bataclan 1994)

### Disque 9: CD 2 de la compilationTéléphone illimité(2006)
Ce disque reprend le second disque de la compilation Téléphone illimité paru en 2006, qui contient des chansons lives inédites sélectionnées par Corine à partir des archives sonores.
1. Sur la route (07/06/1977 Olympia - Paris)
2. Métro (c'est trop) (07/06/1977 Olympia - Paris)
3. Medley 66 (07/06/1977 Olympia - Paris)
4. Annonce François Ravard + le public ''Bon anniversaire'' (live 12/11/1979 Montreuil)
5. J'sais pas quoi faire (live 12/11/1979 Montreuil)
6. Fait divers (live 12/11/1979 Montreuil)
7. Facile (live 12/11/1979 Montreuil)
8. Le Vaudou (est toujours debout) (live 12/11/1979 Montreuil)
9. Crache ton venin (27/03/1980 CBGB's - New York)
10. Métro (c'est trop) (27/03/1980 CBGB's - New York)
11. Ne me regarde pas / Regarde moi (27/03/1980 CBGB's - New York)
12. Flipper (27/03/1980 CBGB's - New York)
13. Pourquoi n'essaies-tu pas? (16/02/1981 Olympia)
14. Les Ils et les Ons (live 17/02/1981 Palais des Sports)
15. Ploum Ploum (live 17/02/1981 Palais des Sports)

### Disque 10: Chansons parues en dehors des albums
1. Le jour s'est levé (face A du single éponyme paru en 1985)
2. Quelqu'un va venir (face B du single Le jour s'est levé paru en 1985)
3. Tout ça c'est du cinéma (inédit paru en 1996)
4. Hygiaphone (Bus Palladium 8 juin 1977, paru en single auto-promotionnel Téléphone)
5. Métro (c'est trop) (Bus Palladium 8 juin 1977, paru en single auto-promotionnel Téléphone)
6. Congas (Live - 1981, paru sur le disque 7 de l'intégrale de 1993)
7. Crache ton venin (Live - 1981, paru sur le disque 7 de l'intégrale de 1993 et en version remixée sur Paris '81 en 2000)
8. 2000 nuits (Live - 1981, paru sur le disque 7 de l'intégrale de 1993)
9. Le Vaudou (est toujours debout) (Live - 1981, paru sur le disque 7 de l'intégrale de 1993)
10. Prends ce que tu veux (Live - 1981, paru sur l'EP En concert en 1981)
11. Fleur de ma ville (Live - 1981, paru sur l'EP En concert en 1981)
12. Un peu de ton amour (Live - 1981, paru sur l'EP En concert en 1981)

Il est à noter l'absence de la chanson In Paris (issue des sessions de l'album Un autre monde) pourtant publiée en face B du single New York avec toi.
Une autre version du projet Au cœur du Téléphone est disponible en triple album, dont un double best of et un disque inédit mixant les chansons des disques 8 et 10.

## Au cœur de Téléphone - Le best of

### CD 1
1. Ça (c'est vraiment toi) (4:28)
2. Argent trop cher (4:08)
3. Un autre monde (4:33)
4. La Bombe Humaine (4:22)
5. Cendrillon (3:57)
6. Le chat (4:54)
7. New York avec toi (2:20)
8. Anna (3:02)
9. Pourquoi n'essaies-tu pas ? (3:24)
10. Ne me regardes pas / Regardes moi (5:33)
11. Ex-Robin des Bois (3:24)
12. La laisse (3:23)
13. Le silence (4:40)
14. Un peu de ton amour (2:41)
15. Tu vas me manquer (5:42)
16. Electric Cité (4:04)
17. Dure limite (4:39)

### CD 2
1. Au cœur de la nuit (3:29)
2. Fait divers (3:17)
3. Crache ton venin (4:58)
4. Fleur de ma ville (3:15)
5. Hygiaphone (2:54)
6. Métro (c'est trop) (4:25)
7. Flipper (6:05)
8. J'suis parti de chez mes parents (2:41)
9. Le vaudou (est toujours debout) (2:11)
10. Prends ce que tu veux (3:23)
11. 2000 nuits (2:28)
12. Ordinaire (2:37)
13. Serrez (3:59)
14. Le taxi las (3:52)
15. Les dunes (4:09)
16. Le Jour s'est levé (4:49)
17. Seul (Live Paris '81) (3:57)
18. Téléphomme (Live Paris '81) (7:23)

### Bonus CD
1. Tout ça c'est du cinéma (5:30)
2. Quelqu'un va venir (face B du single Le jour s'est levé) (5:01)
3. Cendrillon (Version Acoustique, 12/03/1982) (3:55)
4. New York avec toi (Session De Travail, 12/02/1982) (2:33)
5. La même chose (Répétition 1983) (3:05)
6. Dure limite (Session De Travail, 12/02/1982) (4:06)
7. Ma guitare (est une femme) (Démo, 17/05/1977) (6:29)
8. Congas (Live 1981) (4:29)
9. Crache ton venin (Live 1981) (6:47)
10. Tu vas me manquer (Live 1981) (6:47)
11. Prends ce que tu veux (Live 18/02/1981) (3:13)
12. Fleur de ma ville (Live 17/02/1981) (4:11)
13. Un peu de ton amour (Live 16/02/1981) (4:34)
14. Les ils et les ons (Live 1981) (3:05)
15. Ploum ploum (Live 1981) (2:19)